# Angraecum claessensii
Angraecum claessensii är en orkidéart som beskrevs av De Wild. Angraecum claessensii ingår i släktet Angraecum och familjen orkidéer. Inga underarter finns listade i Catalogue of Life.